# Horní mlýn (Bechyně)
Horní mlýn (také Družstevní nebo Nad Klášterem) je vodní mlýn v Bechyni v blízkosti mostu Duha na pravém břehu řeky Lužnice v říčním kilometru 11,839. Mlýn slouží jako MVE a rekreační ubytovací zařízení.

## Historie
První zmínky o mlýnech na Lužnici v Bechyni jsou z roku 1323. O horním mlýně je záznam z roku 1569, kdy Jindřich Švamberka prodává mlýn Petru Vokovi. V období 1664–1675 je uváděn mlynář Bejšovec a zpustlý mlýn. V roce 1755 u mlýna byla postavena vodárna (trkač), která čerpala vodu do vodárenské věže v Panské zahradě. Mlýn (současný) vznikl po roce 1828. V roce 1897 měl mlýn dvě česká složení na dvě válcovací stolice, dva francouzské kameny a špičák. K roku 1884 se uvádí majitel Václav Bréda, do roku 1932 František Ureš, který opravoval shořelý mlýn a instaloval zařízení k čištění zrní, reformu a loupačku. Od roku 1932  Družstevní mlýn a pekárna v Bechyni. Mlýn byl v té době přestavěn na vodní elektrárnu, která byla vybavena Girardovými turbínami s výkonem 124 HP. V roce 1957 byly v okolí mlýna odkoupeny pozemky, na kterých byla postavena čistírna odpadních vod. Po válce byl mlýn v majetku několika společností jako Hospodářské družstvo Bechyně, Zemědělský nákupní podnik, Výrobna krmných směsí atd. Po roce 1974 byl mlýn využíván jako sklad. Mlýn zakoupila německá firma Machine Bau, která zde v vybudovala v roce 1994  průtočnou MVE I. Od roku 2005 je mlýn majetkem Odborového svazu energetiků.

## Popis
Podle fotografií je patrový objekt mlýna postaven na půdorysu písmene L a krytý sedlovou střechou. Strojovna má vysoká úzká okna a je k ní přistavěna budova MVE II.
V roce 2004 byla postaven MVE II na obdélném půdorysu 18,5 × 12,6 m. Její zdi o tloušťce 40 cm jsou z monolitického železobetonu. Nadzemní část má výšku 4,5 m, podzemní část 7,6 m a jsou posazené na základové desce o tloušťce 40–60 cm.  Byly zde instalovány tří soustrojí. Jemné česle dlouhé 3,2 m mají světlost 30 mm.

### Jez
Jez je pevný lomený kamenný šikmo orientovaný na osu toku řeky, v levé části je vorová propust. Na pravé části jsou dvě MVE. Střechovitý jez je dlouhý 78,81 m, výška jezu je 2,68 m, šířka vorové propusti je 5,8 m. Jez byl opravován v roce 1959 a oprava dokončena až v roce 1964.

### Data
V roce 1930 se uvádí dvě mlýnská kola na spodní vodu
- hltnost:1,052 m³/s a 1,182 m³/s
- spád: 1,2 m
- celkový výkon: 10,6 HP

MVE I z roku 1994:
- spád 1,4 m
- horizontální SemiKaplanova Hydrohrom 3 ks typ 860 S a 1 ks 860 SSK s průměrem 0,860 m
- turbíny pohání čtyři asynchronní generátory s výkonem 22,5 kW (každý)

MVE II z roku 2004
- spád: 1,05–1,3 m
- 3 ks horizontální  SemiKaplanova Hydrohrom s průměrem 1 m
- 3 ks asynchronní generátory s výkonem 30 kW (každý)

Celkový výkon MVE: 160 kW
Roční výroba:0,74 GWh
Fotovoltaické panely na střeše MVE II s výkonem 48 kW.